# Otto August Rosenberger
Otto August Rosenberger, född den 10 augusti 1800 i Tuckum i Kurland, död den 23 januari 1890 i Halle i preussiska Sachsen, var en balttysk astronom.
Rosenberger avlade examen vid universitetet i Königsberg och blev känd för sina studier av kometer. Han tilldelades Royal Astronomical Societys guldmedalj 1837. 
Månkratern Rosenberger är uppkallad efter honom.